# 真实犯罪：纽约
《真实犯罪：纽约》是2005年发行的动作冒险电子游戏，最初由Luxoflux在PlayStation 2平台发行，其后由Exakt Entertainment移植到任天堂GameCube和Xbox，Aspyr Media移植到Microsoft Windows，Hands-On Mobile移植到手机游戏，动视负责所有平台的发行。PlayStation 2、Xbox和GameCube版于2005年11月发行，PC版于2006年3月发行，手机版于2007年3月发行。游戏是2003年《真實犯罪：洛城街頭》后，《真实犯罪系列》的第二部，也是最后一部作品。
游戏主角马库斯·里德原为纽约黑帮成员，之后加入纽约市警察局，成为一名普通警察。晋升为有组织犯罪部警探的第一天晚上，里德亲眼目睹师父遇害。彼时联邦调查局的一名探员正在调查有组织犯罪部内的一名奸细，在他的帮助下，里德找到了杀害师父的这名奸细，并一举扳倒奸细。游戏还原了纽约市曼哈顿行政区的面貌，当中大多数街道的名称、地标及高速公路利用GPS数据精准还原，地图总面积高达25平方英里（65平方）。
游戏获得评论家及玩家褒贬不一的评价，当中许多人发现作品存在诸多技术及图像故障，以此推测游戏开发的最后阶段十分仓促，以便赶上圣诞节的发行档期。游戏的发行表现也没有符合动视的预期，各平台的全球销量只有1亿多份，比上一部《落成街头》要低得多，而这个低迷的销量后来也成为了《真实犯罪》系列被废的部分原因。动视原本计划把故事分为上下两部，两部作品均设在纽约、以马库斯·里德为主角，本作是上部，结果动视搁置了续集以及《真实犯罪》犀利的未来计划。2007年，动视聘请United Front Games开发一款设在香港的开放世界游戏，这款游戏于2009年定名为《真实犯罪：香港》，但在2011年宣告取消。几个月后，史克威尔艾尼克斯接手了这款游戏的发行权，最终以《热血无赖》发行，彻底切断了与《真实犯罪》系列的联系。2014年，动视正式注销“真实犯罪”商标。

## 游戏玩法

游戏PlayStation 2版的基本界面，左下角的抬頭顯示器为小地图，右下角为主角马库斯的资金、等级及生命值，右上方为马库斯的格斗风格。

《真实犯罪：纽约》是一款采用第三人称视角的开放世界动作冒险游戏，玩家在其中扮演纽约市警察局警探马库斯·里德。游戏共设四起“大案”（major cases），分别为“马格达莱纳贩毒集团”（Magdalena Cartel）、“巴勒莫匪徒帮”（Palermo Mob）、“总统俱乐部”（Presidents Club）和“暗影堂”（Shadow Tong），其中“马格达莱纳贩毒集团案”在游戏刚开始的时候已经开放游玩，这个案件结案后，其余三个按键会向玩家开放，可以按照任意顺序游玩。
游戏属于类侠盗猎车手游戏，其游戏玩法与游戏机制与2001年的《俠盜獵車手III》、2002年的《俠盜獵車手：罪惡城市》和2004年的《俠盜獵車手：聖安地列斯》十分相似。玩家可以在城市中自由穿梭，驾驶载具，以及攻击或杀害无辜市民，也可以在闲余时间内游玩剧情故事、随心所欲地游览城市，以及参与各种小游戏和支线任务。游戏的支线任务共有三种：街头赛车、地下格斗俱乐部和保护绝密线人。
不过有别于之前的开放世界游戏和前作《真實犯罪：洛城街頭》，地图内有大量可供玩家进入的建筑物，其中许多独立于游戏剧情。相关建筑物包括供玩家购买药物的药房、供玩家恢复生命值的熟食店、可以购买新衣服的服装店、可以添置新车的汽车经销商、能够学习格斗技能的武馆、能够购买原声音乐的唱片店、用来购买武器及弹药的枪店，以及酒店、夜店、餐馆、公寓楼等随机建筑。除此之外，玩家还可以在街边热狗摊购买食物。在大多数店铺的外面，玩家可以勒索店主，还是在其身上放入栽赃用的证据，将其逮捕。
游戏还新加入了交通工具，玩家不仅可以步行或乘车游览纽约，还可以乘坐公共交通，包括紐約地鐵。玩家也可以随时呼叫黄色出租车，请求司机载到地图上的任意地点。两种交通工具都要收取少量费用。
游戏主线任务可分为三类：射击、格斗和飚车。在射击关卡中，最接近玩家的敌人会被自动瞄准。而如果玩家想要切换瞄准到其他敌人，则必须手动操作。在射击模式下，玩家可以随时发动“精确瞄准”（Precision Targeting）模式，此时镜头会切换第一人称，目标镜头放大，同时强制执行慢动作镜头。在这个模式下，如果准心变成蓝色，玩家就可以向敌人发动非致命的一击，将敌人打倒；准心变成红色，敌人就会当场死亡。枪战过程中，玩家可以寻找掩护，在掩护的过程中寻找开枪机会。玩家可以拾取敌人掉落的武器，武器子弹耗尽的时候，里德会把枪放下，改用自己的配枪，即一把.38 ACP口径的手枪。这把手枪需要更换子弹，但是没有弹药限制。而在徒手格斗关卡中，玩家可以发动三种主要攻击：轻攻击、重攻击和擒拿。玩家擒拿敌人的时候，可以把他们扔出去，或是对着他们使用一连串的轻攻击和重攻击。攻击到一定程度，敌人会陷入晕厥，此时屏幕会出现一个量表，玩家需要在量表出现的时间内发动一系列的轻攻击和重攻击，尽可能将量表填满。玩家发动的攻击越多，最终攻击效果的破坏力就越大。玩家还可以在不同的战斗风格之间切换，也可以随时切换使用近战武器。

游戏PC版的曼哈顿地图，右侧的地图展示了各警察辖区的犯罪情况，绿色代表犯罪率清零。而图中的红色代表着随机犯罪的发生地点，橙色代表支线任务地点，黄圈代表警察局，白圈代表店铺，橙色方框代表警察线人任务。

至于飚车关卡，共有两种情况，一种是玩家驾车追敌人的车，一种是从敌人的追击中逃脱。在任何情况下，玩家一旦进入载具，屏幕就会显示载具的耐久情况。若耐久情况归零，车辆就会爆炸。和《洛城街头》一样，玩家在正常时候驾驶车辆，会随时接到电台调度员提供的案件，玩家可以选择前往解决。不过与《洛城街头》不同，本作的案件既可能发生在街上，也会出现在大楼里。除此之外，游戏地图被分为20个不同的街区，里德每解决掉街区的一个随机犯罪案件后，街区的犯罪率就会有所下降，并最终降至零，不再上升，不过随机案件还会在街区内发生。如果里德在犯罪率清零前忽略随机案件，犯罪率会随之上升，从而导致店铺关门、街道变脏、建筑物被围封、市民会变得更具攻击性，随机案件也会变得更多。
在《洛城街头》中，玩家需要花费奖励积分及完成一系列挑战任务，才可以购买角色升级。而本作不是如此，玩家只需要花钱即可购买，积分系统及挑战任务不再设立。游戏主角里德共有五个职位等级，每升一级，能解锁的角色升级就越多。游戏中的金钱可以通过两个方式获得，一种是合法方式，即领取工资，一种是非法方式，为在当铺出售证物，以及敲诈店主。
和前作一样，本作设有“好警察/坏警察”（Good Cop/Bad Cop）评价量表。玩家持续抓捕嫌犯、解决案件、采用非致命性射击打倒敌人、对敌人采取放倒而非击杀，好警察积分会增加。相对地，杀害平民和非武装罪犯、爆头击毙武装罪犯、开火前未亮明警察身份、勒索店主、在当铺出售证物，会增加坏警察积分。到了最终阶段，好警察和坏警察的结局会不同。如果玩家执行了太多坏警察行为，导致记录坏警察积分的叛变量表被填满，玩家就会被列为“叛变警察”，从而遭受其他警察攻击。

## 剧情
故事发生在2000年12月，黑帮老大马库斯·里德（Marcus Reed，由艾弗里·瓦德尔（Avery Waddell）配音）来到背叛他的手下的家门。自从父亲“国王”伊赛亚·里德（勞倫斯·費許朋配音）因从事有組織犯罪被判15年监禁以来，马库斯一直掌管着伊赛亚一手打造的黑帮王国。就在里德遭到不明身份人士袭击的时候，伊赛亚也在监狱内被人刺伤，不过父子两人都活了下来，事后里德铲除背叛她们的每一个人。纽约市警察局警探泰瑞·希金斯（Terry Higgins，米基·洛克配音）随后抵达犯罪现场，他作为伊赛亚的老友、里德的教父，掩盖了里德杀害的行为，条件是里德能金盆洗手。
五年后，里德成为了纽约市警察局的一名巡警，上司为蒂娜·迪克森副警监（Lt. Deena Dixon，瑪莉絲卡·哈吉塔配音）。后来里德成功申请加入有组织犯罪部，由警监维克多·纳瓦罗（Chief Victor Navarro，伊沙·摩路斯配音）指挥，搭档就是教父希金斯。里德正式上岗第一天的夜晚，希金斯前去一间仓库秘密会议，事前要求里德不要过问细节。希金斯进入仓库大楼没多久，突然发生爆炸，希金斯到场炸死。事件发生后，纳瓦罗把里德调回到迪克森的部门。迪克森跟里德表示可以保留现有警衔，执行便衣任务，但就不要插手希金斯死亡事件的调查行动，因为纳瓦罗希望只由部门内部调查案件。不久后，联邦调查局特别探员加布里埃尔·惠廷（Gabriel Whitting，克里斯托弗·沃肯配音）找到他，说有组织犯罪部内部有奸细，称希金斯一直都在找寻奸细的身份，因此遭遇杀身之祸。殉职前，希金斯嘱咐惠廷在自己遭遇不测之后，安排里德调查事件。惠廷唯一知道的情况，是奸细与曼哈顿的四大帮派都有联系。
里德最先调查马格达莱纳贩毒集团，这个贩毒集团掌管了纽约城75%的可卡因非法贸易活动。希金斯接触了社交名流、大慈善家特蕾莎·卡斯蒂略（Teresa Castillo，索科珂·圣地亚哥配音），认为她能帮助自己打入集团内部。卡斯蒂略向里德提供线报，让他去马格达莱纳的安全屋，结果找到了集团老大雷（Rey，保罗·安迪诺（Paolo Andino）配音）。然而雷只不过是马格达莱纳集团敌人拉丁领主（Latin Lords）的头头，而里德被马格达莱纳集团利用来消灭拉丁领主。最终里德发现特蕾莎的真名为玛格达莱娜·罗哈斯（Magdalena Rojas），换而言之就是集团的老大。随后里德逮捕了玛格达莱娜，但玛格达莱娜说不知道内鬼是谁，只知道内鬼是有组织犯罪部的高层，并认为他们得知的这个情报非常准确。
接下来调查的是巴勒莫匪徒帮。惠廷告诉里德，自从上一任老大1995年入狱以来，匪徒帮走向衰落。然而到了最近，帮派的残余势力开始重新组织起来。惠廷认为新任老大已经诞生，但真实身份不得而知。里德捣毁了匪徒帮获利颇丰的非法器官交易业务，审问了匪徒帮新老大的左右手阿尔菲（Alfie），找到了新老大文森特·图兹（Vincent Tuzzi，弗莱德·伯曼（Fred Berman）配音）。在里德的审问下，图兹称自己从未见过有组织犯罪部的内鬼，双方都是通过电话沟通业务。而图兹唯一知道的，就是内鬼操着一口西班牙口音。
下一个目标是总统俱乐部，之所以叫总统俱乐部，是因为掌管帮派的五人用了前美国总统的名字作为化名，其中四名头目分别为林肯、汉密尔顿、杰克逊和格兰特，最大的一位叫本杰明，出自美国开国元勋本杰明·富兰克林；富兰克林一生未担任美国总统，却在历史上拥有崇高地位，因此大佬用了这个名字。上述五人掌管着新型毒品“爆珠”（Pop）的供应，这个毒品为摇头丸和可卡因的合成物。调查过程中，惠廷派里德前往哈莱姆区一处由林肯（菲尔·莫里斯配音）负责的毒品窝点。林肯让里德去找汉密尔顿（理查德·耶伍德配音），汉密尔顿则告诉里德，日本黑帮向总统俱乐部宣战，杰克逊正赶去擒拿日本黑帮的老大小媚（Kobi，森珍妮（Jeanne Mori）配音）的路上。随后的一场飚车枪战中，里德击毙了杰克逊，救下小媚。小媚告诉里德，本杰明真名莱昂内尔·琼斯（Lionel Jones，康奈尔·沃马克（Cornell Womack）配音），是享誉盛名的饶舌歌手和音乐制作人。随后里德前往琼斯的制度工厂，彼时格兰特（格雷格·易格斯配音）击退了小媚的手下。格兰特让里德去琼斯住的的大楼，里德在屋顶的枯山水中大战琼斯的手下，最终亲眼看着琼斯杀死小媚。在里德审问下，琼斯表示自己也不知道内鬼的身份，只知道对方称自己“大佬”（El Jefe）。
最后一个目标是三合会分支暗影堂，这个组织由利兰·沈（Leeland Shen，杰瑞·应（Jerry Ying）配音）率领。惠廷只知道唯一一个联系上沈的方式，就是她的继姐妹薇薇安（Vivian，詹妮弗·朱（Jennifer Chu）配音），不过薇薇安最近离家出走，沈也不知道她的下落。惠廷把薇薇安的藏身点告诉给里德，把她送回沈那里。里德假装自己与国王达成一项协议，在哈姆莱区销售利兰的药品，以此接近沈。沈让里德与负责地方销售的手下林（吴汉章配音）联络，结果发现里德是卧底警察，命令林除掉。里德在林的攻势下逃了出来，按照林提供的线索，去找一艘正在进行人口走私活动的中国货船。里德把船长抓回警局审问，之后前往沈的总部。沈表示自己不知道内鬼的身份，但表示大中央总站的一个储物柜有一笔贿赂，正等待别人去拿。
里德打电话给惠廷，说自己认为纳瓦罗就是内鬼，同时申请针对储物柜的搜查令。两人在储物柜中发现一笔巨款，而纳瓦罗则说自己别人陷害。在好结局中，惠廷逮捕了纳瓦罗，认为案件已经结束，正准备回家。然而在坐地铁的时候，里德竟然碰到了希金斯，从而发现希金斯才是真正的内鬼。原来希金斯事前就知道惠廷在调查自己，于是利用爆炸事件伪造自己死亡的假象，并让纳瓦罗落入陷阱。希金斯让里德跟自己合作，并提出把赎金分给里德，如果里德不接受，5年前大肆杀人的秘密就会被公开。结果里德没有接受，两人在地铁车厢内展开大战，最终希金斯被里德击毙。为了回报里德的工作成果，惠廷答应在地方檢察官审讯里德父亲伊赛亚的聆讯上做一些手脚。
而在坏结局中，纳瓦罗得知惠廷要抓自己，提早杀害了他，之后在与里德的地铁大战中被里德击毙。事后里德回家的时候，希金斯突然出现，里德这才意识到希金斯在假死。希金斯让里德跟他一起去墨西哥，反被里德杀害。游戏结局处，里德出现在地铁站里，思考着如何处理希金斯的钱。

## 开发
游戏于2004年7月21日首次公开，动视首席执行官罗恩·多尼克（Ron Doornink）公布了《真实犯罪》《使命召唤》《蜘蛛侠》《托尼·霍克滑板》《史莱克》和《雷神之锤》的续作。然而此后将近一年的时间里，游戏再没有传出后续消息，直至2005年5月，动视表示游戏体量比较大，开发商Luxoflux从动视旗下的另一个开发商Z-Axis那里抽调人手。游戏暂定名称《真实犯罪2》（True Crime 2），预计在同年第三季度发行，有望在即将到来的E3大展中亮相。多尼克表示：“在第三季度，我们计划推出有史以来最强大、最多样化的阵容，尤其是《托尼·霍克滑板》《使命召唤》《X战警》《真实犯罪》《雷神之锤》和《史莱克》的全新游戏。每个品牌都面向不同的消费者。”

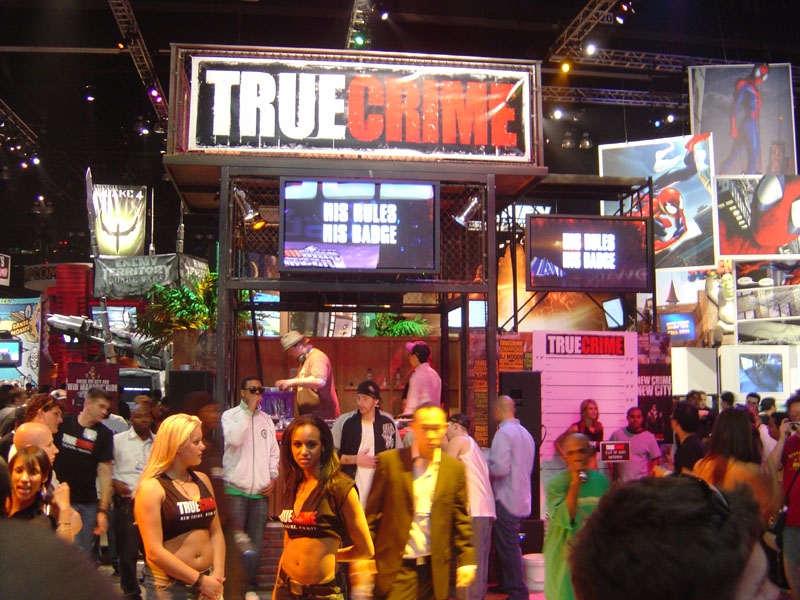
2005年5月E3大展的宣传摊位

5月18日，动视推出游戏的首支预告片。该片未透露游戏的剧情或地点，只展示主角马库斯·里德，并公开一个名为“《真实犯罪》：猜城市、赢马库斯座驾”（True Crime: Guess the City and Win Marcus' Ride）的活动，鼓励网站到游戏的官方网站参与游戏背景城市的精彩活动，赢家将获得里德在游戏开头中驾驶的克莱斯勒300。而在E3大展中，动视把展位的一大部分空间用来宣传即将发行的《真实犯罪》续作，但是没有展出任何画面，也没有透露剧情内容，只说游戏名称为《真实犯罪2005》（True Crime 2005）。而竞猜活动的克莱斯勒轿车也出现在现场，现场还有DJ演奏游戏中出现的歌曲。展会中唯一确认的消息，是游戏一定会在本世代（第六世代）的游戏平台发行。
2005年6月22日，游戏官方网站正式公布新作地点为纽约，并以曼哈顿天际线作为网站背景。同年8月，曾在游戏《纽约重案组》中担任执行制作人兼技术顾问的前纽约市警察局警探比尔·克莱克接受IGN专访，当中透露其目前担任《真实犯罪：纽约》的技术顾问。克莱克在纽约市从警25年，期间亲历山姆之子案及纽约五大意大利帮派的倒台，生涯中有17年负责凶杀案。对于他在《真实犯罪：纽约》中的角色，他表示：
|  | 动视找到我，说他们要打造一款发生在纽约的深度警察游戏，我就觉得自己可以提供一些关于前线及警察在城市里的工作的见解。他们觉得自己对警察工作的真实性及细节了解得越多，打造出来的游戏体验感会越强。具体来说，他们什么都想了解，譬如审问是怎样进行的、我们是怎样利用线人的、街头犯罪部的成员做什么样的工作、谋杀案的调查是如何展开的、警徽是什么样子的、犯罪统计数据是如何用的、警察是如何说话的、纽约最危险的地方在哪里、我碰到过哪些种类的犯罪案件、我遇到过的一些古怪的情况、工作期间发生的一些幽默的事情、卧底警察如何穿衣打扮、卧底工作的危险之处，诸如此类。我还就游戏的真实性做了一些工作，给他们有关纽约警察样貌的建议，让游戏看起来真实。我还研读了剧本，给他们提供一些建议，以便打造最真实的警察剧情，我可以帮他们把这些真实的元素转换成颇具娱乐性的游戏体验。 |

在帮助动视把游戏弄好的时候，克莱克还需要在真实及游戏性质间作出妥协：
|  | 对于这样一个娱乐载体，尤其是一个无时无刻都有动作场面的电子游戏，你必须让警务工作的真实一面在游戏的环境中变得有趣。比方说，在现实生活中，对于嘴硬的犯罪嫌疑人，审讯工作需要花费5到10个小时，才可以让他们“松口”，把事情一五一十吐出来。如果要把游戏体验弄好，很明显，这是不可能的。我尝试利用我的专业知识来形容现实生活中警务工作出现的一些重要、关键事件，之后动视用一种很有趣的方式，把这些警务工作内容融入到游戏中。你可以在游戏中找到审问、传票、逮捕、利用线人、卧底工作、追击等内容。我们还讨论了警务工作种碰到一些更可疑的行为，譬如警察会变坏，开始收贿赂、勒索别人、变腐败，这些事件也出现在游戏中。 |

2005年9月7日，游戏的首个开发中版本公开。动视透露了基本剧情，并表示《真实犯罪：洛城街头》的剧情分支系统不再使用。相反，玩家没能完成任务的时候，会看到一个重玩选项，这样就不会错过剧情内容。动视还宣布游戏的几个新功能，包括持续进行的昼夜循环、比前作的洛杉矶更拥挤的城市、比前作更暗的色调、更多的车辆和载具、乘坐出租车或地铁出行的能力、进入剧情地点以外建筑的能力。游戏还新增了游戏的警察辖区系统，如果玩家忽略掉某个景区的随机犯罪事件，当地的店铺会路线关闭，街道会变得越来越肮脏，建筑都被木板围封。据透露游戏地图面积为25平方英里（65平方）。
随后一个礼拜，动视陆续公布配音员名单，包括勞倫斯·費許朋、米基·洛克、克里斯托弗·沃肯、瑪莉絲卡·哈吉塔、伊沙·摩路斯和特蕾西·洛兹。主角马库斯·里德则由艾弗里·瓦德尔配音。原声带内容则于一个礼拜后公布，以饶舌歌手Redman为主打，Redman为游戏录制了一首原创歌曲，也是一个有待玩家在Redman专属小游戏模式中解开的角色，和前作的史努比狗狗一样。动视音乐部门全球执行总裁蒂姆·雷利（Tim Riley）表示：“作为一名经常在纽约夜店表演的东海岸嘻哈艺术家，Redman创作的发人深省的旋律，给游戏中的城市带来了非常真实的感觉，让我们的游戏颇具真实感。其大胆的歌词、锋芒毕露的放克节拍捕捉到纽约城的气氛，从華盛頓高地到哈莱姆区，再一路向下，来到砲台公園。”动视还表示，虽然游戏只有一首原创歌曲，但会采用80多首由不同艺人创作的授权曲目，包括杰斯、胖哥乔、探索一族、雷蒙斯、地下絲絨、我的另類羅曼史、大無畏樂團和鲍勃·迪伦。
与此用时，PUMA宣布游戏有一个搜索运动鞋的任务，并公开了这款特别版运动鞋的制作过程。在游戏中，如果玩家把散布在游戏地图中的所有RS-100运动鞋搜集起来，把他们归还给游戏中的门店（地点就是现实生活中的PUMA纽约零售门店），玩家会解锁一套独家的PUMA运动装。此外，玩家也可以在线下的PUMA纽约门店购买RS-100运动鞋。

### 纽约警察的批评
2005年9月26日，纽约市警察局局长雷蒙德·凯利、纽约巡警慈善协会主席帕特里克·林奇呼吁抵制游戏，称游戏对违法警察的刻画极具破坏性、冒犯人。在《紐約每日新聞》的转反中，凯利表示“非常愤怒，我认为它不尊重所有警察”。尽管游戏与纽约市警察局的两名前警探、《阿帕奇堡：布朗克斯》（Fort Apache: The Bronx）一书的作者比尔·克拉克（Bill Clarke）与汤姆·沃克（Tom Walker）合作，游戏中的警察部门改叫PDNY，而不是现实中的NYPD，凯利还是觉得游戏“完全不正确，是非常刻薄
非常危险的作品，破坏了我们警察的努力。就纽约警察部门的前成员与该电子游戏存在的一些游戏，我感到非常遗憾。”对于克拉克，林奇表示：“这位参与制作游戏的警察应该照照镜子，因为他让所有警察的工作变得更加困难。”对此，克拉克表示各警察工会“不必对游戏过分担忧，而应该花更多时间，让警察的起薪突破2.5万美元。”

## 反响
| 汇总媒体   | 得分   | 得分   | 得分   | 得分   |
| 汇总媒体   | PS2    | NGC    | Xbox   | PC     |
| ---------- | ------ | ------ | ------ | ------ |
| Metacritic | 60/100 | 59/100 | 60/100 | 54/100 |

| 媒体                    | 得分   | 得分   | 得分   | 得分   |
| 媒体                    | PS2    | NGC    | Xbox   | PC     |
| ----------------------- | ------ | ------ | ------ | ------ |
| Eurogamer               | 6/10   |        |        |        |
| GameSpot                | 4.6/10 | 4.6/10 | 4.3/10 | 5.2/10 |
| GameSpy                 | [ 43 ] |        |        |        |
| IGN                     | 7.8/10 | 7.8/10 | 7.8/10 | 6.5/10 |
| 任天堂力量              |        | 4/5    |        |        |
| 美国PlayStation官方杂志 | [ 49 ] |        |        |        |
| 官方Xbox杂志            |        |        | 6.5/10 |        |
| PC Gamer美国            |        |        |        | 62%    |

游戏各平台版本均获得“褒贬不一或口碑平平”的反响，其中PlayStation 2版在Metacritic上的汇总平均分为60/100（47条评论），Xbox版为60/100（43条评论）、任天堂GameCube版59/100（25条评论）、PC版54/100（12条评论）。
IGN的克里斯·罗珀（Chris Roper）给主机板打出7.8/10分，赞扬警察日常生活中的职责都在游戏中展现出来，调查过程也贴合现实，游戏性和游戏机制比前作有所提升。不过，他也批评游戏表现太过稳健，看起来不像是全新的游戏体验。尽管如此，他还是认为游戏的优势在于扎实地把所有内容放在一起。他在总结处表示：“这是一款从头到尾都很扎实的游戏，你在里面找不到成批的饮水机内容......如果你对《侠盗猎车手》的整个模式感到厌烦，想要一些更实在的内容，那么这款游戏可能不是和你。尽管如此，对其他人来说，《真实犯罪：纽约》绝对值得一玩。”至于PC版，他打出6.5/10分，批评Aspyr Media的移植工作：“这家公司仿佛除了让游戏在PC上运行以来，没有做别的工作，甚至连控制方案都没有优化。”他严厉批评PC版的画面：“绘制距离是大问题......角色的细节层次也很奇怪，用完全不匹配的低分辨率模型填充了一些角色、阴影体和若影若现的视野，剧情画面播放时会突然切入相机运动，或是短时间内展现错误的相机角度。一切就像没有打磨过。”
Eurogamer的吉姆·罗西尼奥尔给PlayStation 2版打出6/10分，表示“《真实犯罪》被自己的一双滞胀的耐克鞋绊倒，充满太多可悲的空洞内容。”他批评游戏的人工智能表现：“你放倒的嫌犯除了是准备被杀的无意识自动机，就没有其他特征，展示出一种根本算不上‘智能’的人工特征”。他认为游戏与《俠盜獵車手：聖安地列斯》比起来略输一筹：“游戏虽然在艺术层面的成就较为突出，但缺乏一种称霸八方的特质，也缺少幽默成分。”
GameSpy的斯特林·麦克加维（Sterling McGarvey）给PlayStation 2版打出2.5/5分，认为Luxoflux把略高于类侠盗猎车手游戏标准的《真实犯罪》品牌变得略低于标准，批评对纽约的重塑：“材质贴图看起来相当平淡乏味，绘制距离看上去模糊、缺乏滋味......感觉开发团队没有捕捉到纽约最独一无二的特征：就是最纯粹的人性。”对于画面，他表示：“帧率非常拉垮，考虑到我在主机，而不是一台用了五年的电脑上玩这款游戏，简直无法令人接受。当马库斯在街上巡逻的时候，帧率会突然完全降到最低点。”他在结尾处批评游戏根本没完成，认为买的人就是把“辛辛苦苦挣来的钱拿去测试一款根本没有完成的游戏”。
GameSpot的格雷格·穆勒（Greg Mueller）完全无法接受，只给GameCube版和PlayStation 2版打出4.6/10分，Xbox版打出4.3/10分。他批评游戏“问题多多，感觉就像是赶在假日前上架”，并指“程序错误会让你突然间卡进地面掉入虚空、进出车子的时候纹理异变、剧情画面突然出现错误以至于无法完成任务。而碰撞偵測和边缘检测的问题会让你卡进平台的边缘。而这还不是全部，游戏还会时不时死机......还有一些非常丑陋的穿模问题。”他总结道：“不管怎样，无论你对《真实犯罪》的第一部感不感兴趣，《真实犯罪：纽约》都可以跳过了。游戏玩法层面是有一些几乎不错的地方，但技术问题远远超越了任何希望这款游戏变得好玩的微弱憧憬。如果你好奇一款在经过充分测试和质量保证之前是什么样子，那么一定要试下这款游戏。”他对PC版打出5.2/10分，表示：“尽管尝试解决了主机版的一些恶性故障，但看起来仍然不是一款成品游戏。”

### 销量与奖项
游戏的销量表现欠佳，远低于动视的预期。在北美，前作《真实犯罪：洛城街头》仅首周销量就突破30万份，首月突破60万份，全球各平台总销量突破300万份。相比之下，本作前两周销量仅为7.2万份，营收仅为360万美元。
在2005年斯派克电子游戏大奖上，《真实犯罪：纽约》获得四项提名，包括“年度赛博悍妇”（特蕾西·洛兹扮演的卡桑德拉·哈茨（Cassandra Hartz））、“最佳男配角”（克里斯托弗·沃肯扮演的加布里埃尔·惠廷），以及两项“最佳女配角”（特蕾西·洛兹扮演的卡桑德拉·哈茨，以及瑪莉絲卡·哈吉塔扮演的蒂娜·迪克森）。最终游戏赢得了“最佳男配角”和“最佳女配角”（洛兹）两项大奖，“年度赛博悍妇”则由《007：来自俄罗斯的爱情》中玛丽娅·曼努诺斯扮演的伊娃（Eva）夺得。

## 续集计划
动视原计划把故事分为上下两部，两部作品均设在纽约、以马库斯·里德为主角，其中本作为上部。结果下部从未面世。
由于本作销量惨淡，动视放弃了为《真实犯罪系列》开发续集的计划。然而到了2007年底，动视联系了United Front Games，计划为即将到来的第七世代遊戲機开发一款背景设在香港的开放世界游戏，而且要独立于《真实犯罪》系列之外。这款游戏最初定名为《黑莲花》（Black Lotus），2008年初投入制作。经过历时一年的开发，动视提议把《黑莲花》纳入《真实犯罪》品牌，因为其设计与剧情与《真实犯罪》系列有相似之处：三款游戏都采用开放世界设计，剧情围绕卧底犯罪组织的警察展开。动视希望United Front Games提出的新概念能重启《真实犯罪》品牌。在2009年的斯派克电子游戏大奖上，动视宣布游戏定名为《真实犯罪：香港》（True Crime: Hong Kong）。该作原定于2010年秋季发售，但于2010年5月被动视宣布推迟至2011年初，给开发团队更多时间去呈现高质量的娱乐体验。
至2011年2月，动视宣布《真实犯罪：香港》因“质量问题”取消，继续投资不会让游戏在开放世界类型中形成竞争力。United Front执行制作人斯蒂芬·范德梅赫特（Stephen Van Der Mescht）对动视方面的决定表示失望，称游戏“从头到尾都可以完，内容也快要完成”。同年6月，董事总裁埃里克·赫什伯格（Eric Hirshberg）表示不断上涨的制作成本及开发工作推延是取消的主因，两者意味着游戏必须取得“非常大的成功，才可以投资到游戏完成”。由于其他游戏，尤其是《侠盗猎车手系列》和《荒野大镖客：救赎》的强势登场，加上《真实犯罪》系列之前在口碑及销量上遭遇失败，动视认为《真实犯罪：香港》不可能完成。
然而在两个月后，史克威尔艾尼克斯宣布买下游戏的发行权，但没有买下一直由动视持有的《真实犯罪》版权。这款游戏最终改名为《热血无赖》，于2012年8月发行。2014年12月，动视正式注销“真实犯罪”商标。